# 1667年教宗選舉秘密會議
1667年教宗選舉秘密會議於當年6月2日至6月20日間舉行，始於前教宗歷山七世逝世，終於朱利歐·羅斯皮利歐西（Giulio Rospigliosi）樞機當選為新教宗克勉九世。此次選舉秘密會議由前教宗歷山七世與烏爾巴諾八世之姪子樞機派系主導，而1655年選舉秘密會議中形成之「飛行小組」派樞機勢力亦續存。當時天主教陣營兩大強國西班牙與法蘭西皆屬意羅斯皮利歐西，加之以法蘭西大使賄賂亞歷山大七世之姪弗拉維歐·齊吉樞機同意支持，最終羅斯皮利歐西就被選舉為教宗。各方基本都認為此次選舉秘密會議得出之教宗人選適當。

## 背景
歷山七世當選教宗之初極力避免裙帶關係，亦不願意任命姪子樞機。不過在樞機團成員勸說之下他最終妥協，將幾位家族成員引入政府，並任命了姪子樞機。
教宗国與法蘭西之關係於亞歷山大七世在位期間惡化。1664年，因時任法蘭西駐聖座大使與教宗国军對峙，法國出兵占領亞維農，直到亞歷山大七世道歉才離去。時任法蘭西政府首腦、國家首席大臣儒勒·马萨林樞機進一步敦促亞歷山大七世多擢升法蘭西出身者為樞機，不過他並未照辦。亞歷山大七世在任內總計擢升了40位樞機，其中33位來自義大利。
樞機團中有一派樞機名為「飛行小組」，興起於1655年選舉秘密會議；他們不遵從特定世俗君主，而是支持任何勢力所推舉對教宗職務有利之候選人。瑞典的克里斯蒂娜女王改信天主教、放棄王位以後移居罗马，是「飛行小組」派之世俗支持者，她並與該派系領導者德喬·阿佐利諾樞機過從甚密。

## 選舉秘密會議
亞歷山大七世駕崩之時，樞機團處於滿額狀態，共有70位樞機；有二位樞機隨後逝世，另有四位樞機來不及抵達羅馬，因此出席此次選舉秘密會議之樞機僅有64位。自1605年兩次選舉秘密會議以來，參與選舉秘密會議之樞機數量長年逾60位，擁擠問題因而浮上檯面。由於此前選舉秘密會議之擁擠以及數位樞機之死亡，樞機團曾辯論是否將會議地點續設於梵蒂冈，不過年長的樞機們堅持如此設置。
出席此次選舉秘密會議之64位樞機中有34位由亞歷山大七世擢升，這34位樞機中又有十位不接受亞歷山大七世之姪子樞機弗拉維歐·齊吉樞機的領導地位，他們認為齊吉之生活方式不合時宜。另有16位樞機由烏爾巴諾八世擢升，他們都同意由烏爾巴諾八世其中一位姪子安東尼歐·巴貝里尼樞機帶領。這兩個派系主導了選舉秘密會議，而餘下之樞機選舉人，包括法蘭西陣營八位樞機選舉人、西班牙陣營六位樞機選舉人以及「飛行小組」派11位樞機選舉人等，多選擇支持其中一派。
自選舉秘密會議初始，朱利歐·羅斯皮利歐西（Giulio Rospigliosi）樞機即被視為最具機會當選教宗之「潛在教宗」，且沒有受到任一派別之反對。法蘭西方面最初隱瞞了他們對羅斯皮利歐西的支持，提名西皮歐內·潘諾切斯齊樞機為教宗，希望藉此誘導原已與羅斯皮利歐西關係良好之西班牙支持羅斯皮利歐西。不過，西班牙方面最初屬意的是烏爾巴諾八世另一位姪子法蘭西斯科·巴貝里尼樞機。除此之外，原本還有一位有力的候選人吉羅拉莫·法爾內塞，但「飛行小組」派樞機無意擁護他，因此真正有機會當選教宗者僅剩羅斯皮利歐西與潘諾切斯齊二位。潘諾切斯齊雖獲得弗拉維歐·齊吉之支持，不過部分選舉人認為他過於「熱心」了。

## 克萊孟九世當選
羅斯皮利歐西在選舉秘密會議前幾輪投票中最多僅獲得十票支持，6月20日早上第一輪投票時他甚至只拿到五張支持票。在第一輪投票與傍晚第二輪投票之間，時任法蘭西駐聖座大使夏爾·戴伊答允給予齊吉來自法國的「財務支持」，齊吉遂同意說服其陣營之樞機支持羅斯皮利歐西。於是在傍晚第二輪投票中，羅斯皮利歐西獲得了61票支持，當選為教宗。當選後，羅斯皮利歐西取名號為克勉九世。他是至今最後一位來自托斯卡納的教宗。選舉秘密會議結束以後，法蘭西與西班牙方面都認為新教宗人選適當。